# Memoriale Veneto Grande Guerra
 Il Memoriale Veneto Grande Guerra (conosciuto anche con l'acronimo MeVe) è un museo di storia contemporanea situato a Montebelluna.

## Storia
Il museo venne inaugurato nel novembre del 2018, presso villa Correr Pisani. La villa, costruita nel XVII secolo, ha subito vari rimaneggiamenti nel corso dei secoli ed è stata debitamente organizzata per ospitare il museo. Negli anni 2000, la stabile ha subito un restauro integrale, culminato con l'allestimento del MeVe nel 2018.
Il Memoriale Veneto della Grande Guerra (MeVe) è stato fondato per volontà della Regione Veneto e del comune di Montebelluna. L'iniziativa è nata con l'obiettivo di creare uno spazio dedicato alla memoria e alla riflessione sui conflitti del Novecento, in particolare la Prima Guerra Mondiale, e di promuovere l'educazione civica e la consapevolezza storica.

## Sezioni espositive
Il museo è diviso in molteplici sezioni espostive. La prima sezione introduce i visitatori al contesto storico della prima guerra mondiale, con una panoramica degli eventi principali e delle cause del conflitto, la seconda sezione del museo, attraverso installazioni multimediali e oggetti storici, esplora la vita quotidiana dei soldati al fronte, le trincee, le condizioni di vita e le strategie militari. La terza sezione illustra come la prima guerra mondiale abbia coinvolto tutte le sfere della società, compresi i civili, e come abbia influenzato la vita quotidiana e l'economia, la sezione successiva invece esplora le innovazioni tecnologiche e le nuove armi sviluppate durante la guerra, con esposizioni di armi, veicoli e attrezzature militari. La quinta sezione, la penultima,  si concentra sulla memoria della guerra e sui processi di ricostruzione post-bellica, con un'attenzione particolare alle storie personali e alle testimonianze dei sopravvissuti. L'ultima sezione, la sesta, include installazioni interattive che permettono ai visitatori di esplorare in modo immersivo vari aspetti della guerra, come un simulatore di volo e panorami di battaglia a 360°.